# HK G3SG/1狙擊步槍
HK G3SG/1狙擊步槍是HK G3自動步槍的一種狙擊衍生型，應德國聯邦國防軍的要求，HK公司在標準型G3步槍的生產線進行驗收時，挑選彈著點完全符合規定要求，且彈著散佈最小的槍支，為這些槍支裝上兩腳架、槍托貼腮板和光学瞄准镜，再加上些許改裝而成。
SG是德文的簡寫，意思是精確射手步槍。

## 設計
由於狙擊步槍主要是用於精確射擊目標，扳機力要求比其他槍械小，所以G3SG/1在扳機後方設有調整桿，允許射手自行調整扳機扣力，不同於一般的半自動狙擊槍，G3SG/1仍然擁有全自動發射功能。
G3SG/1狙擊步槍配備專用Hensoldt光学瞄准镜，放大倍率為1.5至6倍，在100至600米射程內可進行風偏和距離的修正，瞄準鏡的分劃是密位制（Mil dot）。瞄準鏡座採用G3系列通用的爪式快卸瞄準鏡座，夾在機匣上方，不需卸下瞄準鏡就可以直接使用機械瞄具。
另有5.56×45毫米版本的HK HK33/SG1。

## 使用國
- 阿根廷
  - 鷹特別行動旅
- 巴西
- 法國
- 德国
- 希腊
- 香港
  - 香港警務處特別任務連
- 印度尼西亞
- 義大利
- 马来西亚
- 北馬其頓
- 葡萄牙
  - 葡萄牙治安警察（英语：Polícia de Segurança Pública）特別行動組
- 羅馬尼亞
- 塞爾維亞
  - 塞尔维亚反恐特别部队
- 西班牙
  - 特警單位
- 英国
  - 英國陸軍特種空勤團
- 美国
  - 地方警察單位